# Sommet de l'OTAN de 1994
Pour un article plus général, voir Sommet de l'OTAN.

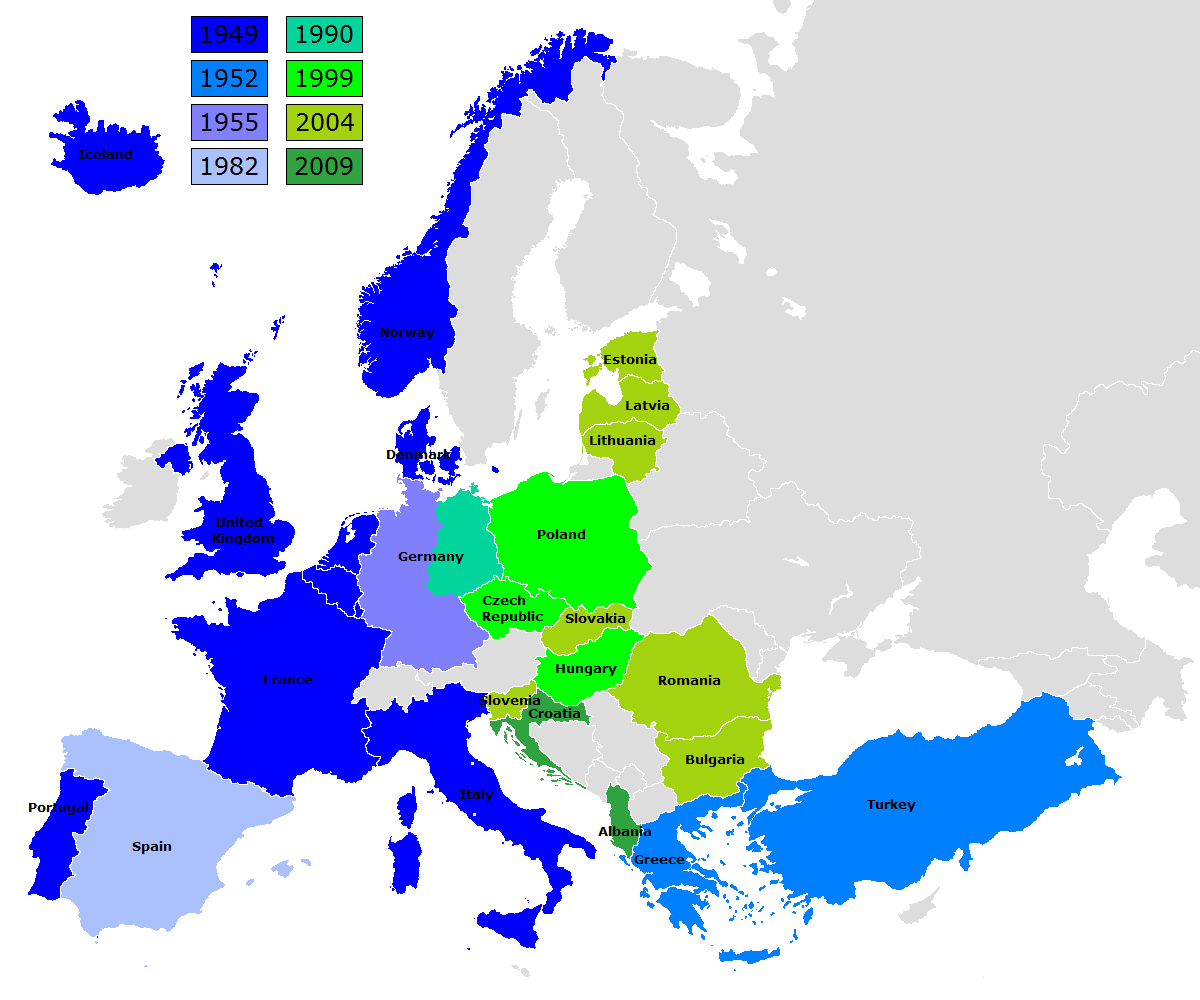
Évolution de l'OTAN jusqu'en 2009.

Le sommet de l'OTAN Bruxelles 1994 est le 13e sommet de l'OTAN, conférence diplomatique réunissant à Bruxelles, en Belgique, les 10 et 11 janvier 1994, les chefs d'État et de gouvernement des pays membres de l'Organisation du traité de l'Atlantique nord.